# Мейс Вінду
Мейс Вінду (англ. Mace Windu, * 72 ДБЯ — † 19 ДБЯ) — майстер-джедай і майстер-охоронець, що належав до раси корунья, один з останніх членів Вищої ради джедаїв до Великого винищення. У Раді джедаїв Вінду зазвичай уважали другим після гранд-майстра Йоди, хоча за віком він був молодшим за багатьох інших членів Ради. Його мудрість і міць легендарні, як і сила його слова. Мейс Вінду вважався одним із найкращих фехтувальників Ордена джедаїв, а створений ним стиль Ваапад був найбільш смертоносним, але разом з тим і найскладнішим у вивченні з усіх відомих на той момент бойових стилів.
Мейс Вінду служив Орденові все своє життя. Він навчив багатьох джедаїв, включаючи Ечуу Шен-Джона, Депу Біллабу й Ігуні. Саме Вінду очолив загін 212 джедаїв в Битві на Геонозісі та вбив мисливця за головами Джанго Фетта. Він служив Республіці протягом усіх Війн клонів, часто опиняючись на передовій і вступаючи в жорстокі сутички з сепаратистами. Під час дуелі з Дартом Сідіусом Мейс Вінду був убитий через зраду Енакіна Скайвокера. Його смерть відзначила початок Великого винищення джедаїв.
Мейса Вінду зіграв Семюел Джексон. Мейс Вінду єдиний джедай, який носив фіолетовий меч також вмикав його не з кнопки, а з допомогою сили.